# حسین انتظامی
حسین انتظامی (زادهٔ ۱۰ اردیبهشت ۱۳۴۶)روزنامه‌نگار و مدیر رسانه‌ای اهل ایران است که از مهر ۱۴۰۳ به‌عنوان‌ معاون توسعه مدیریت و منابع وزارت فرهنگ و ارشاد اسلامی فعالیت می‌کند. انتظامی پیش‌تر رئیس سازمان سینمایی کشور، معاون مطبوعاتی وزارت فرهنگ و ارشاد اسلامی و مدیرمسئول مؤسسه مطبوعاتی جام جم، مؤسسه همشهری و خبرآنلاین بوده‌است.

## تحصیلات
انتظامی دارای مدرک کارشناسی مهندسی شیمی (گرایش صنایع پالایش) از دانشگاه تهران، کارشناسی ارشد مهندسی فرایند از دانشگاه صنعتی شریف، کارشناسی ارشد مهندسی شیمی گرایش انرژی از دانشگاه آزاد اسلامی و دکترای مدیریت استراتژیک از دانشگاه عالی دفاع ملی است. او در حال حاضر مسئولیت کانون فارغ التحصیلان دانشگاه آزاد اسلامی را نیز برعهده دارد.

## سوابق سیاسی
حسین انتظامی در جریان انتخابات ریاست جمهوری سال ۱۳۸۴، عضو ستاد انتخاباتی علی لاریجانی و رئیس کمیته رسانه بود و در دوران حضور لاریجانی در دبیرخانه شورای عالی امنیت ملی، مسئولیت سخنگویی آن نهاد را بر عهده داشت.

## سوابق مطبوعاتی
حسین انتظامی مدیریت مطبوعاتی خود را از سال ۱۳۶۸ و با مدیریت دفتر روزنامه قدس در تهران آغاز کرد. سپس بین سال‌های ۱۳۷۶ تا ۱۳۷۹ در گروه نشریات ابرار، با سمت قائم مقام و سردبیر ارشد فعالیت داشت. تأسیس مؤسسه جام جم در اردیبهشت ۱۳۷۹، یکی از اقدامات اساسی او در حوزه روزنامه‌نگاری است. دوران موفق انتظامی در جام‌جم باعث شد تا در سال ۱۳۸۴ به عنوان مدیرعامل مؤسسه همشهری و مدیرمسئول روزنامه همشهری انتخاب شود. تأسیس سایت همشهری آنلاین در مرداد ۸۵ و همچنین چاپ روزنامه همشهری عصر از جمله اقدامات وی در مؤسسه همشهری بود. انتظامی در خرداد ۱۳۸۷ از این سمت کناره‌گیری کرد.
بین سال‌های ۱۳۸۷ تا ۱۳۹۲، حسین انتظامی به همراه علیرضا معزی خبرگزاری خبرآنلاین را تاسیس کرد و رئیس شورای سیاستگذاری آن را برعهده گرفت که یکی از بنگاه‌های مطبوعاتی خصوصی ایران است. او همچنین در ۸ دوره پیاپی توانست با رای مدیران مسئول رسانه‌ها، به عنوان نماینده آنان در هیئت نظارت بر مطبوعات انتخاب شود.

## سوابق مدیریت فرهنگی
او بین سال‌های ۱۳۷۳ تا ۱۳۷۶، در وزارت فرهنگ و ارشاد اسلامی عهده‌دار مدیریت اداره کل مطبوعات داخلی شد و یک سال نیز ریاست ستاد جشنواره مطبوعات و خبرگزاری‌ها را برعهده گرفت.
او شهریور ۱۳۹۲ و پس از پیروزی حسن روحانی در انتخابات ریاست‌جمهوری به وزارت فرهنگ و ارشاد اسلامی بازگشت و با حکم علی جنتی معاونت امور مطبوعاتی و اطلاع‌رسانی را برعهده گرفت. سپس در دی ۱۳۹۶ همزمان به عنوان دستیار ارشد وزیر فرهنگ و ارشاد اسلامی معرفی شد. در دولت دوم حسن روحانی او از معاونت مطبوعاتی به سازمان سینمایی رفت و ابتدا سرپرستی و در ادامه ریاست سازمان متولی سینما در ایران را برعهده گرفت.

## کتاب‌ها
- روزنامه‌نگاری و روزنامه‌داری
- مدیریت مطبوعاتی (تأملی در اقتصاد و سازمان مطبوعات)
- نقطه: مجموعه مقالات دربارهٔ روزنامه‌نگاری و مدیریت رسانه
- ناوبری وب؛ یافته‌های عملی در روزنامه‌نگاری آنلاین و مدیریت داده
- ژئوپلیتیک علم
- پاپاراتزی نیستم

## دربارهٔ او
پس از تودیع انتظامی از مدیریت مؤسسه جام‌جم، کتابی تحت عنوان «تودیع مکتوب» با تألیف علیرضا معزی و رضا مقدسی توسط انتشارات کتاب نیستان منتشر شده‌است. ابوالفضل زرویی نصرآباد نیز شعر طنزی دربارهٔ دوران حضور او در جام‌جم سرود.
محمد دلاوری در کتاب روزنامه‌نگاری بدون درد و خون ریزی، یک فصل را به گفتگو با حسین انتظامی و تجربیاتش دربارهٔ مطبوعات اختصاص داده‌است.